# 1993년 대한민국의 영화
다음은 1993년에 대한민국의 영화에 관한 서술한다.

## 흥행 주요 기록
흥행 당시에 외화 1위는 〈클리프행어〉이 관객수 서울 111만명을 세웠고, 방화 1위는 〈서편제〉가 한국 영화 사상 최초로 100만명을 넘었다.  앞서 2위 〈투캅스〉(86만명), 3위 〈그 여자 그 남자〉 (21만명), 4위 〈그 섬에 가고 싶다〉 (14만명), 5위 〈가슴 달린 남자〉 (12만명) 등은 흥행이 차지하였다. 따라서 관객동원율은 외화가 늘고, 방화가 줄었지만 16%으로 사상 최저지로 경신하였다.

## 이벤트 및 수상
- 제29회 백상예술대상
- 제31회 대종상 영화제
- 제13회 한국영화평론가협회상
- 제14회 청룡영화상
- 제17회 황금촬영상
- 제4회 춘사예술영화상

## 같이 보기
- 1993년 영화
- 대한민국의 영화